# Ferdinand Lassalle (film 1918)
Ferdinand Lassalle è un film muto del 1918 prodotto e diretto da Rudolf Meinert. È un film biografico sul giurista, filosofo e scrittore Ferdinand Lassalle (1825 -1864), precursore del socialismo. Il film fu completato verso la fine della prima guerra mondiale, poco prima della rivoluzione di novembre che avrebbe portato alla fine della monarchia in Germania.

## Trama
Ripercorre la vita del filosofo tedesco Ferdinand Lassalle iniziando dalla sua giovinezza a Lipsia e a Breslavia, proseguendo con il processo che lo vide coinvolto, la sua carriera politica e la morte in un duello. Nel film appaiono alcuni personaggi storici come Otto von Bismarck e il poeta Heinrich Heine.

## Produzione
Il film fu prodotto dalla Meinert-Film Bürstein & Janak (Berlino) e venne completato verso la fine della prima guerra mondiale, poco prima della rivoluzione di novembre che avrebbe portato alla fine della monarchia in Germania.

## Distribuzione
Distribuito dalla Meinert Film, uscì nelle sale cinematografiche tedesche il 1º settembre 1918.